# Empire Windrush
El HMT Empire Windrush fue un barco de pasajeros a motor que fue botado en Alemania en 1930 con el nombre de MV Monte Rosa. Fue construido como transatlántico para la compañía naviera alemana Hamburg Süd. Utilizaron el barco para transportar emigrantes alemanes a Sudamérica y como crucero. Durante la Segunda Guerra Mundial, fue tomado por la marina alemana y utilizado como buque de transporte de tropas. Durante la guerra, sobrevivió a dos intentos aliados de hundirlo.
Después de la Segunda Guerra Mundial, el Reino Unido confiscó el barco como botín de guerra y lo rebautizó como HMT Empire Windrush. Permaneció en servicio como buque de transporte de tropas hasta marzo de 1954. Mientras navegaba por el mar Mediterráneo, se produjo una explosión repentina y un incendio en la sala de máquinas que mató a cuatro personas. Con el fuego fuera de control, el barco fue abandonado; los otros 1494 pasajeros y tripulantes fueron rescatados. El barco vacío permaneció a flote y en llamas durante casi dos días, y finalmente se hundió durante un intento de rescatarlo.
En 1948, el Empire Windrush llegó al puerto de Tilbury, cerca de Londres, con 1.027 pasajeros y dos polizones que embarcaron en las colonias inglesas de Trinidad, Jamaica y Bermudas, y en  México. Si bien entre los pasajeros había personas de muchas partes del mundo, la gran mayoría eran de las Indias Occidentales.
El Empire Windrush no fue el primer barco en transportar a un gran grupo de antillanos al Reino Unido, ya que otros dos barcos habían llegado el año anterior. Pero su viaje de 1948 se hizo muy conocido y un símbolo de la migración de posguerra a Gran Bretaña. A los caribeños británicos que llegaron al Reino Unido en el período posterior a la Segunda Guerra Mundial, incluidos los que llegaron en otros barcos, a menudo se los conoce como la generación Windrush.

## Hundimiento

### Incendio

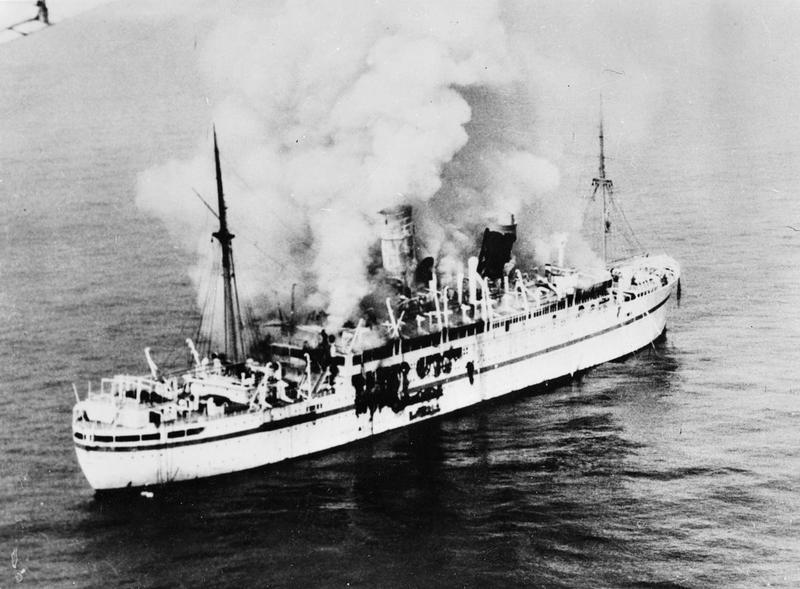
Fotografía aérea del Empire Windrush en llamas, tomada después de que fuera abandonado, el 28 y 29 de marzo de 1954

Alrededor de las 06.17 horas del 28 de marzo, el Windrush se encontraba en el Mediterráneo occidental, frente a la costa de Argelia, a unas 30 millas náuticas (56 km) al noroeste de Cabo Caxine. Una explosión repentina en la sala de máquinas mató a los ingenieros tercero, séptimo y octavo y al primer electricista, y provocó un feroz incendio. Dos engrasadores; uno que era el quinto hombre en la sala de máquinas; y otro que estaba en la sala de calderas, lograron escapar.
Tanto el primer oficial como el capitán estaban en el puente. Oyeron la explosión y vieron humo negro y llamas saliendo de la chimenea. Se intentó contactar con la sala de máquinas por teléfono; se oyó sonar el teléfono, pero nadie respondió. El primer oficial convocó inmediatamente al equipo de extinción de incendios del barco, que estaba en cubierta en ese momento realizando tareas de rutina, y fue con ellos a la sala de máquinas. Pudieron combatir el fuego solo unos minutos antes de que las bombas de agua que alimentaban las mangueras de incendios se detuvieran, ya que el suministro eléctrico del barco falló (los cuatro generadores principales estaban dentro de la sala de máquinas en llamas). Se puso en marcha el generador de emergencia; se suponía que debía alimentar la iluminación de emergencia del barco, la bomba de achique, la bomba de incendios y la radio. Pero los problemas con los disyuntores principales hicieron que su suministro eléctrico fuera inutilizable.
El ingeniero jefe y el segundo ingeniero no pudieron entrar en la sala de máquinas debido al denso humo negro. El segundo ingeniero lo intentó de nuevo después de conseguir una campana de humo, pero no pudo ver debido al humo. No pudo cerrar una puerta estanca que podría haber contenido el fuego. Los intentos de cerrar todas las puertas estancas utilizando los controles del puente también fracasaron.

### Rescate
A las 06.23 horas, el oficial de radio transmitió la primera señal de socorro, que fue reconocida por dos buques franceses y por las estaciones de radio de Gibraltar, Orán y Argel. Tras un corte de suministro eléctrico, se siguieron enviando señales de radio a través del transmisor de emergencia hasta las 06.45 horas, cuando el incendio impidió al oficial de radio realizar más transmisiones.
Se dio la orden de despertar a los pasajeros y a la tripulación y reunirlos en sus puestos en los botes. La orden se transmitió de boca en boca, ya que la pérdida de energía eléctrica había inutilizado el sistema de megafonía del barco , las campanas de alarma eléctricas y los silbatos de aire y vapor . Los pasajeros y la tripulación tuvieron que evacuar en la oscuridad, ya que la iluminación principal también estaba inutilizada.
A las 06.45 horas se detuvo la lucha contra el incendio y se dio la orden de lanzar los botes salvavidas, siendo los primeros en zarpar los que transportaron a las mujeres y los niños y al gato del barco.
Aunque los 22 botes salvavidas del barco podían acomodar a todos los que estaban a bordo, el humo denso y la falta de energía eléctrica impidieron que muchos de ellos se pusieran a flote. Cada juego de pescantes de botes salvavidas transportaba dos botes salvavidas. Pero sin energía eléctrica, levantar los cables para bajar el segundo bote se hacía a mano, lo que era arduo y lento. Como el fuego se estaba extendiendo rápidamente, se dio la orden de arrojar los botes restantes al mar. Al final, solo se pusieron a flote 12 botes salvavidas.
Muchos de los tripulantes y tropas abandonaron el barco bajando por escaleras o cuerdas y saltando al mar, después de arrojar por la borda cualquier objeto suelto que tuvieran a mano y que pudiera flotar. Algunos fueron rescatados por los botes salvavidas del Empire Windrush, otros por un bote del primer barco de rescate, que llegó a las 07:00 hrs. La última persona en abandonar el Empire Windrush fue su primer oficial, el capitán W Wilson, a las 07:30 hrs. Algunas personas estuvieron en el mar durante dos horas, pero todos fueron rescatados, y las únicas muertes fueron las de los cuatro tripulantes que murieron en la sala de máquinas.
Los barcos que respondieron a la llamada de socorro del Empire Windrush fueron el buque motor KNSM Mentor; el carguero Socotra de P&O; el vapor Hemsefjell de Olsen & Ugelstad; y los vapores italianos Taigete y Helschell. Un Avro Shackleton del Escuadrón 224 de la RAF prestó asistencia.
Los barcos de rescate llevaron a los pasajeros y a la tripulación a Argel, donde la Cruz Roja francesa y el ejército francés se hicieron cargo de ellos. El portaaviones HMS Triumph los llevó luego a Gibraltar. La mayoría había perdido todas sus pertenencias, por lo que se entregaron uniformes nuevos al personal de servicio y la SSAFA vistió a las familias. Desde Gibraltar, regresaron al Reino Unido a bordo de un avión alquilado a British Eagle. El último grupo llegó el 2 de abril.

### Intento de salvamento y pérdida

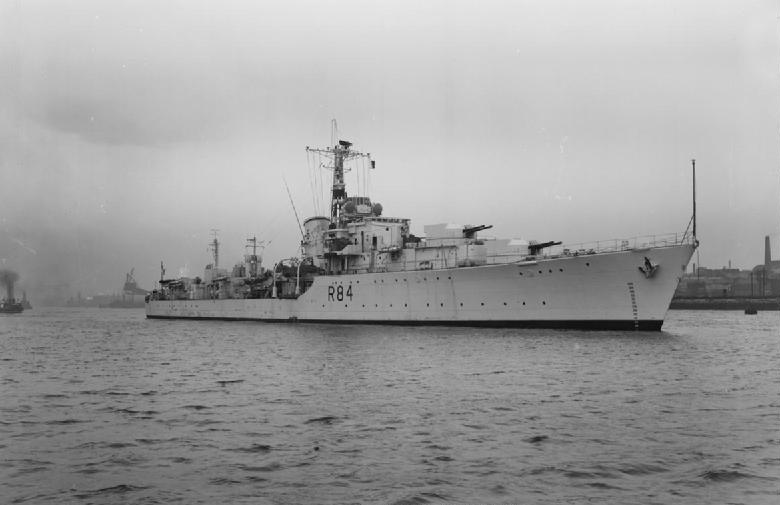
El HMS Saintes en 1946

Unas 26 horas después de que el Empire Windrush fuera abandonado, el HMS Saintes de la Flota del Mediterráneo de la Marina Real Británica llegó hasta él. El fuego seguía ardiendo intensamente más de un día después de que se iniciara, pero un grupo de Saintes logró abordarlo y asegurar un cable de remolque. Alrededor de las 12:30 horas, el Saintes comenzó a remolcar el barco a Gibraltar, a una velocidad de aproximadamente 3,5 nudos (6,5 km/h). Sin embargo, a las 00:30 horas del 30 de marzo de 1954, el Empire Windrush se hundió en la posición 37°00′N 2°11′E / 37.000, 2.183. Saintes sólo lo había remolcado unos 16 kilómetros (8,6 millas náuticas). Los cuerpos de los cuatro hombres muertos no fueron recuperados y se perdieron cuando se hundió.
El pecio se encuentra a una profundidad de unos 2.600 m (8.500 pies).